# La zingara
La zingara és una òpera en dos actes de Gaetano Donizetti, amb llibret d'Andrea Leone Tottola, basat en La petite bohémienne de Louis-Charles Caigniez. S'estrenà al Teatro Nuovo de Nàpols el 12 de maig de 1822.
Va ser un dels primers èxits de Donizetti fora del nord d'Itàlia.

## Altres compositors
El compositor Giuseppe Staffa també va escriure una òpera dedicada al mateix tema el 1845.